# 张百良 (生物质能专家)
张百良（1941年—），河南汤阴人，汉族，中华人民共和国政治人物，河南农业大学教授、校长（1994年5月—2003年10月），中国共产党党员，第九、十、十一届全国人民代表大会河南地区代表。

## 生平
毕业于河南农学院农业机械专业。2008年起担任全国人大代表。